# Mésolecte
Le mésolecte définit la variété d’une langue, pouvant être considérée comme intermédiaire entre le basilecte et l’acrolecte, donc de prestige intermédiaire.

## Définition
On peut parler de langue mésolectale pour signifier que c'est dans cette variété spécifique de la langue parlée que les particularismes régionaux sont les plus nombreux. C'est en son sein que se manifestent avec le plus de netteté les caractères spécifiques de la norme endogène.

## Historique
C'est le linguiste britannique Derek Bickerton qui, à partir de 1973, popularisa le terme mésolecte (en: « mesolect »), à partir de recherches de l'américain William Alexander Stewart. Il découvre en effet plusieurs variantes (ou dialectes) d'anglais parlé dans le Guyana, qu'il identifie comme basilecte (la forme populaire la plus créolisée), mesolecte (la forme populaire courante) et acrolecte (la forme parlée la plus littéraire, ou prestigieuse, d'une langue).

## Usage

### En français
La langue française ayant connu une des plus fortes internationalisations de toutes les langues connues (elle est la seule à ce jour, avec l'anglais, à être parlée nativement sur six continents), elle connait des formes mésolectales très diverses selon qu'il s'agit du français parlé en Amérique du Nord, en Amérique du Sud, en Afrique, en Océanie, en Asie ou en Europe. 
La régionalisation du français connait des particularismes forts sur tous ces continents, avec cependant des techniques diverses d'adaptation sémantique et lexicale, y compris sur un même continent (ex: le français mésolectal du Congo-Kinshasa n'a que peu en commun avec celui parlé en Algérie ou à Djibouti ; pareillement en ce qui concerne le français louisiannais et celui de l'Alberta)

#### Français d'Afrique
Le français mésolectal d'Afrique se présente comme un mélange de formes attestées en français standard (africanismes sémantiques) et de formes néologiques (africanismes lexématiques : formations locales et emprunts). 
Schématiquement, la typologie différentielle utilisée en Afrique de l'Ouest peut être regroupée selon quatre catégories principales :
- les particularités lexématiques (formation nouvelle/néologisme ou emprunt) ;
- les particularités sémantiques (transfert, restriction ou extension de sens, métaphorisation) ;
- les particularités grammaticales et morphosyntaxiques (changement de genre, de catégorie grammaticale, de construction, de collocation) ;
- les particularités stylistiques (différence de connotation, de niveau de langue, d'état de langue, par exemple archaïsme du français « usuel » en français d'Afrique comme amante qui signifie « petite amie »).

Au Sénégal, par exemple, c'est cette variété de français qui est la plus représentative des phénomènes de métissage par le biais de l'interférence discursive. Et cela parce que le français mésolectal assure les fonctions de véhiculaire entre Sénégalais francophones.